# Sophia van Gandersheim
Sophia I van Gandersheim (978 - 30 januari 1039) was van 1002 tot haar dood abdis van Gandersheim. Vanaf 1011 was zij tegelijkertijd ook abdis van het Sticht Essen.

## Jeugd
Sophia was de tweede dochter van keizer Otto II van het Heilige Roomse Rijk en keizerin Theophanu. De bevallingen van deze keizerin gebeurden meermaals in een abdij en Sophia werd geboren in de Abdij van Nijvel of mogelijk in de omgeving van Maastricht. Vanaf ongeveer haar vierde of vijfde jaar werd Sophia opgevoed en opgeleid in de abdij van Gandersheim, onder supervisie van haar tante Gerberga II, met als doel om er haar tante als abdis op te volgen.
Abdis Gerberga II was een nicht van haar vader en onderwees haar in de kloosterdiscipline en het gewoonterecht. In beide disciplines blonk zij uit.

## Heerschappij als prinses-abdis van Gandersheim
Sophia ontving van haar vader en broer, keizer Otto III, vele toekenningen van rechten en eigendommen. Ze werd waarschijnlijk al als non ingewijd in 987, maar van 995 tot 997 verbleef ze niet in het klooster. In die jaren vergezelde zij haar nog ongetrouwde broer en trad zij op als zijn gemalin. Vanaf 997 was zij actief als abdis van Eschwege. In 1001 stierf haar tante abdis Gerberga II.
Vanwege de dood van haar broer werd Sophia met goedkeuring van Hendrik II (de volgende koning van Duitsland, vanaf 1014 keizer) pas in 1002 tot abdis verkozen. Haar wijding werd uitgesteld door haar eis door de aartsbisschop van Mainz in plaats van door de bisschop van Hildesheim gewijd te worden. Deze laatste wijdde gewoonlijk de abdissen van Gandersheim. Uiteindelijk werd zij in 1002 gewijd door zowel de aartsbisschop van Mainz als ook door bisschop van Hildesheim. Sophia zou later in conflict raken met haar kerkelijke superieuren, die met toestemming van keizer Hendrik II de privileges van de abdij van  Gandersheim en haar eigen status ter discussie stelden.
Vanaf 1012 was zij ook abdis van het Sticht Essen.
- Gemeinsame Normdatei: 129821780
- Virtual International Authority File: 3563061

\